# Мухамедьярова, Раиса Мажитовна
Раиса Мажитовна Мухамедьярова (каз. Раиса Мұхамедиярова; 11 июля 1939, с. Кокпекты, Восточно-Казахстанская область, Казахская ССР — 5 ноября 2019, Алма-Ата) — казахская и советская артистка театра и кино. Заслуженная артистка Казахской ССР (1990). Член Союза кинематографистов СССР (с 1962).

## Биография
После окончания школы в 1957—1958 гг. работала секретарём-машинисткой Сарыагачского райкома Компартии Казахстана.
Попала в кинематограф случайно, будучи студенткой, и стала знаменитой сразу же после выхода на экраны картины «Песня зовёт».
В 1962 году окончила английское отделение факультета иностранных языков Казахского государственного педагогического института имени Абая по специальности преподаватель английского языка.
С 1995 по 2002 год играла на сцене Казахского государственного академического театра юного зрителя имени Г. Мусрепова.
С 1960 года штатная актриса киностудии «Казахфильм» им. Ш. Айманова.
Скончалась 5 ноября 2019 года. Похоронена рядом с мужем на Кенсайском кладбище Алматы.

## Семья
- Отец — Мухамедьяров Мажит Мухамедьярович (1910—1996), работал начальником почты Управления связи[3].
- Мать — Мухамедьярова Менслу Якубовна (1918—1991), татарка по национальности[4] работала продавцом[3].
- Муж — с 1964 года[4] — Г. М. Мусрепов (1902—1985), народный писатель Казахстана, председатель Союза писателей Казахстана, Герой Социалистического Труда. Когда они впервые встретились, ему было 60, а ей 23[5]. В законном браке прожили 8 лет[1].
- Дочь — Мусрепова Гаухар Габитовна (род.1965)[3].
- Внучка — Аделия Мусрепова[6].
- Дочь — Мусрепова Гульнар Габитовна (род.1966)[3].
- Внуки — Габит Мусрепов, Мади Мухамеджанов[6].
- Правнуки — Шадэ Мусрепова, Айша Мусрепова, Зере Мухамеджанова, Сердар Мусрепов, Данай Мухамеджанов.

## Творчество

### Фильмография
- 1961 — Песня зовёт — Айгуль
- 1961 — Сплав — Камиля
- 1962 — Мальчик мой! — Бибигуль
- 1963 — Меня зовут Кожа — учительница Хадишах Майканова
- 1963 — И в шутку и всерьёз — Шолпан
- 1968 — Путешествие в детство — мачеха Кулимбала
- 1969 — У подножья Найзатас — Дина
- 1972 — Зима — не полевой сезон
- 1973 — Четвёрка по пению
- 1975 — Парус
- 1976 — Канабек
- 1976 — Третья сторона медали
- 1977 — Однажды и на всю жизнь
- 1978 — Клад чёрных гор — эпизод
- 1978 — Каныбек — эпизод
- 1979 — Боярышник — Дарига
- 1979 — Когда тебе 12 лет
- 1979 — Невеста для брата — Айша
- 1980 — Золотая осень
- 1981 — Три дня праздника
- 1982 — Я — ваш родственник — мать Айши
- 1985 — Сестра моя Люся — эпизод
- 1986 — Человек-олень
- 1987 — Сказка о прекрасной Айсулу
- 1988 — Идеальный пейзаж в пустыне
- 1990 — Повелитель тьмы
- 1994 — Слабое сердце
- 2008 — Поздняя любовь классика — Главная героиня[7][8]
- 2010 — Астана — любовь моя — Бану-аже

## Награды и премии
- Член Союза кинематографистов СССР (1962)[2]
- Заслуженная артистка Казахской ССР (1990) за заслуги советского и казахстанского кинематографа и национального театрального искусства[2]
- Получила собственную звезду на главной киностудии страны «Казахфильм» (2012)[9]
- 2002 — Медаль «За трудовое отличие» РК[10].
- 2007 — Орден Курмет за большой вклад в кинематографию Казахстана[11]